# Roda (Ilmenau)
Roda (bis 1952 Roda bei Ilmenau) ist ein Ortsteil der Stadt Ilmenau im Ilm-Kreis (Thüringen).

## Geografie

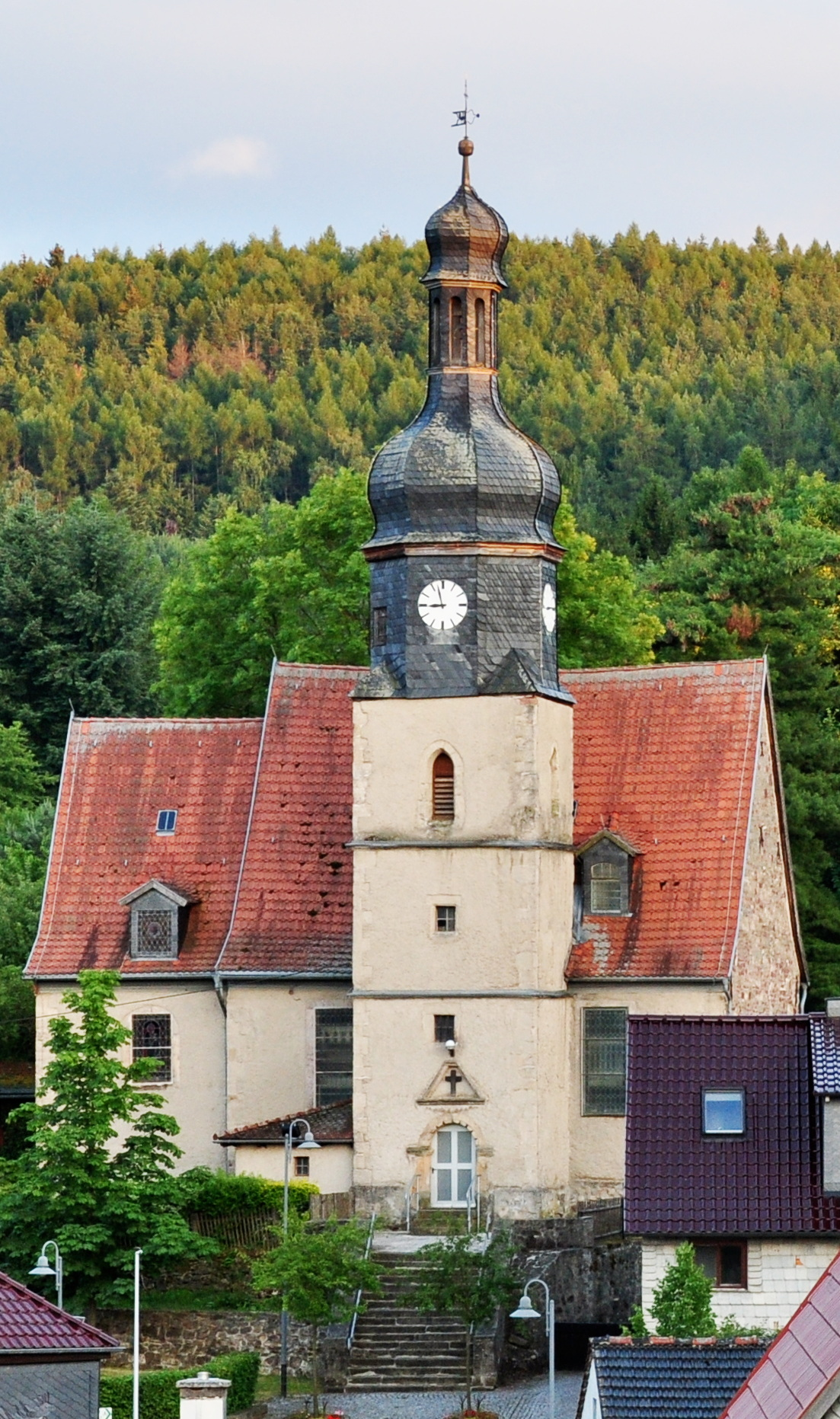
Dorfkirche (Nordseite)

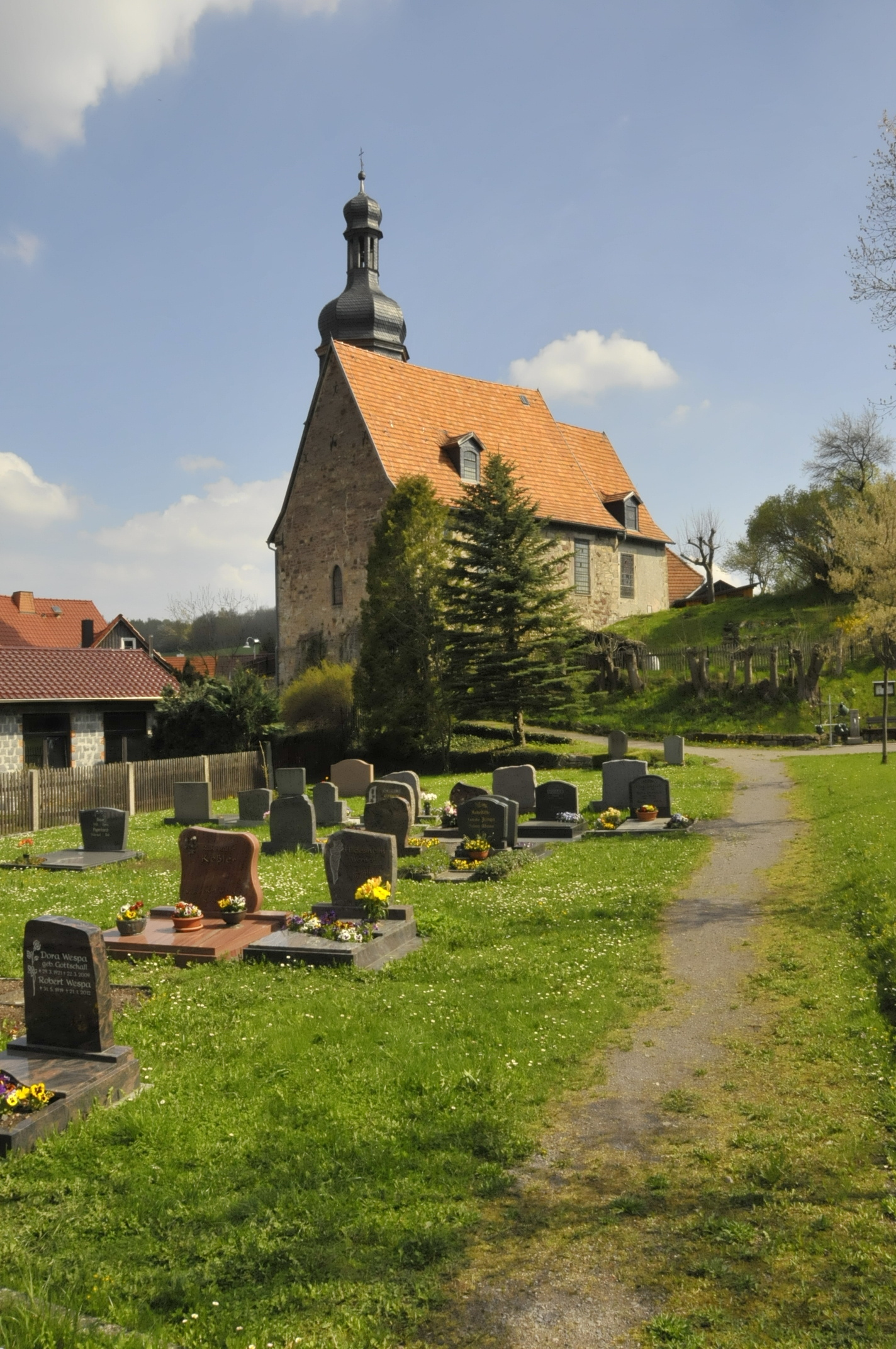
Dorfkirche (Südwestseite)

Roda liegt im Quelltal des Reichenbaches 2 km nordwestlich von Ilmenau. Südlich erheben sich die Berge des Thüringer Waldes. Roda liegt in etwa 520 Metern Höhe.

## Geschichte
Roda wurde 1351 erstmals urkundlich erwähnt. Der Ort war früher vom Bergbau geprägt. In der südlich gelegenen Sturmheide wurden verschiedene Erze wie Mangan gefördert. Als der Bergbau Ende des 18. Jahrhunderts zusammenbrach, verarmte der Ort. Der Ort kam 1508 an das Amt Ilmenau in der Grafschaft Henneberg-Schleusingen und gehörte mit diesem seit 1660 zu Sachsen-Weimar, später zu Sachsen-Weimar-Eisenach.
Zwischen 1573 und etwa 1630 wurde die Kirche gebaut.
Das Staatshandbuch für das Großherzogtum Sachsen von 1840 nennt als ältere Bezeichnungen des Ortes zur Unterscheidung von gleichnamigen Dörfern die Namen „Finnroda“, „Nagelroda“ und Rödlitz.
1879 brachte der Bau der Bahnstrecke Erfurt–Ilmenau mit einem Bahnhof in Roda die Wende. Nun siedelten sich viele Glasbetriebe und einige metallverarbeitende Betriebe an. 1929 kam die nächste Krise. Die Industrie im Ort wurde von der Weltwirtschaftskrise schwer getroffen. Dadurch geriet die Gemeinde in finanzielle Probleme, was sie 1939 dazu zwang, die Stadt Ilmenau zu bitten, Roda aufzunehmen. Die Ilmenauer Stadtverwaltung willigte ein und übernahm auch die Rodaer Schulden. So wurde Roda 1939 nach Ilmenau eingemeindet. Es war bis 1981 der einzige Ilmenauer Ortsteil.

### Einwohnerentwicklung
- 1804: 351 Einwohner
- 1843: 410 Einwohner
- 1855: 357 Einwohner
- 1900: 671 Einwohner
- 1910: 808 Einwohner
- 1932: 1.016 Einwohner
- 1938: 914 Einwohner
- 31. Dezember 2002: 540 Einwohner
- 31. Dezember 2003: 523 Einwohner
- 30. Juni 2004: 536 Einwohner
- 30. Juni 2005: 551 Einwohner

## Politik
Der ehemalige Ortsteilbürgermeister Mathias Hoffmann kandidierte 2024 nach über 30 Jahren im Amt nicht erneut. Zu seinem Nachfolger wurde bei den Kommunalwahlen in Thüringen am 26. Mai 2024 Marcus Fricke gewählt. Gemeinsam mit vier weiteren Mitgliedern bildet er den Ortsteilrat.

## Wirtschaft und Verkehr
Viele Rodaer pendeln nach Ilmenau zur Arbeit. Größter Betrieb im Ort ist ein großes Möbelhaus.
Roda liegt an der ehemaligen B4 (Ilmenau–Erfurt) und an der B 88 (Ilmenau–Gotha). Seit 1879 besitzt Roda einen Bahnhof an der Bahnstrecke Erfurt–Ilmenau. Durch den Ort führt der Radfernweg Waldrandroute.